# Paul Schobel
Paul Schobel (* 29. Juni 1939 in Rottweil) ist ein deutscher römisch-katholischer Priester, Autor und Mitbegründer der Katholischen Betriebsseelsorge in der Diözese Rottenburg-Stuttgart.

## Leben
Nach dem Abitur in Rottweil studierte Paul Schobel Katholische Theologie an den Universitäten in Tübingen und Innsbruck und empfing 1963 die Priesterweihe. 1966 ernannte ihn Bischof Carl Joseph Leiprecht zum Jugendpfarrer der Christlichen Arbeiterjugend (CAJ) in der Diözese Rottenburg-Stuttgart in Wernau. Gleichzeitig wurde er auch mit dem Aufbau einer ersten „Beratungsstelle für Kriegsdienstverweigerer“ beauftragt. In beiden Arbeitsfeldern arbeitete er heraus, dass ein christlicher Glaube zum politischen Engagement verpflichtet.
Mit seinem gesellschaftskritischen Auftreten polarisierte er vor allem in der katholischen Kirche und bekam von Kritikern spöttisch den Titel „Herz-Jesu-Sozialist“ verliehen, den er allerdings als Ehrentitel betrachtet.
1972 wurde er zum Bundeskaplan der CAJ gewählt, doch von der Deutschen Bischofskonferenz aufgrund seines politischen Engagements abgelehnt. Nach langen und heißen Konflikten wurde er 1973 als „Industriepfarrer“ im Raum Böblingen/Sindelfingen eingesetzt. Dies war ein wesentlicher Schritt zum Aufbau einer selbständigen Betriebsseelsorge in der Diözese Rottenburg-Stuttgart.
Er arbeitete als Priester immer wieder auch für längere Zeit in größeren und kleineren Fabriken, unter anderem bei Mercedes-Benz am Fließband. 1986 konnte auf seine Initiative hin in Böblingen das „Arbeiter- und Arbeitslosenzentrum“ eröffnet werden.
Von 1991 bis 2008 leitete er das inzwischen zehnköpfige Team der Betriebsseelsorge in seiner Diözese. Auf Bundesebene war er maßgeblich daran beteiligt, „Leitlinien für die Arbeiter-/Arbeitslosenseelsorge“ zu entwickeln und diese in den einzelnen Bistümern zu verankern. Seitdem ist er als Geistlicher im Ruhestand ehrenamtlicher Mitarbeiter in der betrieblichen Konflikt- und Mobbingberatung und berät und unterstützt die Bundeskommission der Betriebsseelsorge. Als  Kenner der Katholischen Soziallehre und Interpret der biblischen Botschaft im Blick auf Arbeit und Soziales referiert er bei Gewerkschaften, Parteien und in Betrieben. Im SWR ist er regelmäßig in den Sendungen Morgengedanken und Anstöße mit sozial- und gesellschaftskritischen Beiträgen zu hören.
2009 wurde Pfarrer Paul Schobel für den Aufbau, die Leitung und langjährige Förderung der Betriebsseelsorge Böblingen sowie für die Gründung des Arbeiterzentrums der Stadt Böblingen mit dem Sozialpreis der Stadt Böblingen geehrt. 2023 bekam er den Verdienstorden des Landes Baden-Württemberg. 2024 wurde er vom Deutschen Gewerkschaftsbund (DGB) mit der Hans-Böckler-Medaille geehrt, der höchsten gewerkschaftlichen Auszeichnung in Deutschland.

## Publikationen (Auswahl)
- Dem Fliessband ausgeliefert. Ein Seelsorger erfährt die Arbeitswelt. Kaiser, München; Grünewald, Mainz 1981. ISBN 978-3-459-01345-6
- (mit Martin Frey) Konflikt um den Sonntag – der Fall IBM und die Folgen Bund-Verlag Köln, 1989. ISBN 3-7663-3174-4
- (mit Guido Lorenz:) Laut sagen, was ist! Seelsorger im Industriebetrieb. Schwabenverlag, Ostfildern 2002. ISBN 978-3-7966-1033-2